# Mike Myers
Michael John Myers OC (sinh ngày 25 tháng 5 năm 1963) là một diễn viên, diễn viên hài, biên kịch và nhà sản xuất phim người Mỹ gốc Canada, hiện có quốc tịch Anh. Ông nổi tiếng với vai diễn của mình như một diễn viên nổi bật của Saturday Night Live từ năm 1989 đến năm 1995, và để đóng vai chính trong các loạt phim Wayne's World, Austin Powers, và Shrek. Ông cũng đạo diễn bộ phim tài liệu Supermensch: The Legend of Shep Gordon, và có một vai phụ trong bộ phim của Quentin Tarantino, Inglourious Basterds, trong năm 2009.

## Hoạt động nghệ thuật

### Điện ảnh
| Năm  | Tên phim                                          | Vai diễn               | Ghi chú    |
| ---- | ------------------------------------------------- | ---------------------- | ---------- |
| 1997 | Austin Powers: International Man of Mystery       | Autins Powers/Dr. Evil |            |
| 2007 | Gã chằn tinh tốt bụng 3                           | Shrek                  | Lồng tiếng |
| 2018 | Bohemian Rhapsody: Huyền thoại ngôi sao nhạc rock | Ray Foster             |            |
| 2022 | Amsterdam – Vụ án mạng kỳ bí                      |                        |            |
| 2026 | Shrek 5                                           | Shrek                  | Lồng tiếng |